# زکریا ابوخلال
زکریا ابوخلال (انگلیسی: Zakaria Aboukhlal؛ زادهٔ ۱۸ فوریهٔ ۲۰۰۰) بازیکن فوتبال اهل پادشاهی هلند است.
از باشگاه‌هایی که در آن بازی کرده‌است می‌توان به باشگاه فوتبال پی‌اس‌وی آیندهوون اشاره کرد.
وی همچنین در تیم‌های ملی فوتبال زیر ۱۷ سال هلند، زیر ۱۹ سال هلند، زیر ۱۹ سال هلند، زیر ۱۹ سال هلند، و مراکش بازی کرده‌است.